# Jazvenik
Jazvenik je sídlo (vesnice), část města Sisak v Sisacko-moslavinské župě ve středním Chorvatsku, v Posáví. Ve vsi žije česká menšina, v roce 1991 tvořila necelou třetinu jazvenického obyvatelstva.

## Historie
První zmínka o Jazveniku je z roku 1224. Do poloviny 19. století žili ve vsi pouze Chorvati, první Češi začali přicházet v 60. letech 19. století. Mezi roky 1869 a 1940 přišlo do Jazveniku podle matričních záznamů celkem 298 Čechů, někteří později také odcházeli – do Československa, ale i do Ameriky.

## Česká beseda
Jazveničtí Češi založili besedu v roce 1928, v roce 1935 byl otevřen Český dům, projektovaný architektem Lvem Kaldou. Česká beseda Jazvenik funguje dodnes, využívajíc Český dům, ve kterém je mimo jiné česká knihovna. V současné době (2019) má beseda 121 členů, dvě taneční skupiny, pěveckou skupinu a skupinu divadelní.